# Андрияка, Александр Александрович
Алекса́ндр Алекса́ндрович Андрия́ка (укр. Олександр Олександрович Андріяка, родился 29 октября 1952 в Губине) — советский и украинский политический деятель, Народный депутат Украины 1-го созыва.

## Биография
Родился 29 октября 1952 года в селе Губин Чернобыльского района Киевской области в семье рабочих. Украинец. Окончил Киевский инженеро-строительный институт по специальности «инженер-строитель» и Киевскую Высшую партийную школу.
С 1975 года занимал должность секретаря комитета комсомола на строительстве Чернобыльской АЭС, в 1979 году занял должность первого секретаря Чернобыльского райкома ЛКСМУ, позднее работал первым секретарём и заведующего отделом строительства Киевского ОК ЛКСМУ.
В 1986 году участвовал в ликвидации последствий аварии на Чернобыльской АЭС и восстановлении Славутича. В 1988 году перебрался в Ирпеньский райком КПУ, занимая там должность первого секретаря, входя в Ирпеньский горсовет народных депутатов и возглавляя исполком.
18 марта 1990 был избран Народным депутатом Украины во 2-м туре, набрав 52,26 % голосов избирателей. Состоял в Народно-демократической партии Украины, хотя в Верховной Раде числился беспартийным. Выдвигался в народные депутаты трудовыми коллективами заводов «Ирпеньмаш», «Теплозвукоизоляция» и санаториев «Звезда» и «Украина». В Верховной Раде работал с 15 мая 1990 по 10 мая 1994, входя в состав Комиссии по делам молодёжи.
Был женат, имел двоих детей.